# Chevrolet Meriva
A Meriva é uma minivan compacta fabricada pela Chevrolet no Brasil, pela Vauxhall no Reino Unido e Opel no resto do mundo, ambas então subsidiárias da General Motors. Produzida a partir da mesma plataforma do Opel Corsa pela General Motors do Brasil e Opel, foi lançada na América e na Europa em 2002.
Totalmente projetada na filial brasileira da General Motors, tem motores 1.4 Econo.Flex de 99/105 cv e 1.8 Flexpower, de 112/114 cv. Foi produzida na unidade de São José dos Campos (SP) e em Zaragoza, Espanha.
Feita para para substituir o Opel Corsa Wagon, que apresentava baixas vendas em comparação aos seus principais concorrentes na época (Fiat Palio Weekend, Volkswagen Parati). A Opel Meriva deixou de ser produzida em 2012, devido a entrada da Chevrolet Spin, seguindo o conceito iniciado pela Livina, da Nissan.
A Opel, filial européia da GM, deu todos os créditos da produção do monovolume Meriva para a Chevrolet brasileira, e levou-a para a Europa, fazendo o caminho inverso de outros veículos da Opel, vindos para a Chevrolet brasileira.
Seus concorrentes no Brasil eram Nissan Livina, Citroën Xsara Picasso, Fiat Idea, Honda Fit e Volkswagen SpaceFox.
No Brasil também é usada como viatura policial.

## História
Lançada em 2002, a Meriva chegou com dois motores: 1.8 8V e 1.8 16V, e uma nomenclatura: CD. Em 2003, já modelo 2004, ela deixa o motor 1.8 16V e chega com motorização 1.8 Flexpower. Em 2004, a Chevrolet lançou mais pacotes de opcionais para sua minivan, acabando com a nomenclatura CD, e chegando com 4 novas versões: Joy, Maxx, Premium e SS (de visual desportivo), todas com motores 1.8 Flexpower.
Em meados de 2008, a Chevrolet lançou o câmbio Easytronic, somente na versão Premium. Passados três meses, adicionou à linha o motor 1.4 Econo.Flex (da linha Celta/Prisma), devido a queda nas vendas com motor 1.8, por causa do alto consumo. A estratégia adotada funcionou, aumentando notavelmente as vendas do Corsa, exclusivamente nas versões Joy e Maxx (que deixaram os motores 1.8). E o motor 1.8 aderiu totalmente o câmbio Easytronic, nas versões Expression (lançada especificamente para a versão automatizada), Premium e SS. Recebeu, também, uma leve reestilização, aderindo a gravata dourada da Chevrolet, sem o arco (nova linguagem da marca), e lanternas traseiras cromadas.
No início de 2012, as versões Expression e SS foram descontinuadas devido a vários problemas no câmbio automatizado, por ter entre seus principais adeptos taxistas que utilizavam o câmbio até a exaustão, gerando alto índice de rejeição e um aumento no número de reclamação nas concessionárias. Devido a isto alguns opcionais, como airbag, passaram a ser de série nas versões Maxx e Premium, mantendo-se o preço.
Sua produção e da irmã Zafira foram encerradas em julho de 2012, com o lançamento da Série Collection, com 500 unidades de cada modelo, todos em verde metálico. Os modelos Opala (este como Collectors) e Vectra receberam a série no final de suas produções.

## Desempenho emcrash tests
A Meriva com airbag recebeu da Latin NCAP 3 estrelas das 5 possíveis, na proteção de adulto, e 2 estrelas de proteção infantil, pela Euro NCAP ela recebeu 5 estrelas das 5 possíveis. O desempenho pior no Latin NCAP foi consequência dos cortes de custos para o mercado, que perdeu equipamentos de segurança. [carece de fontes?]

## Versões e motorizações

### Antes do fim da produção
- CD - 1.8 Gasolina
- Joy - 1.4 Econo.Flex
- Maxx - 1.4 Econo.Flex
- Premium - 1.8 Flexpower

### Versões Extintas
- Joy - 1.8 Flexpower
- Maxx - 1.8 Flexpower
- CD - 1.8 8V
- CD- 1.8 16V
- Expression - 1.8 Flexpower
- SS Super Sport - 1.8 Flexpower